# Ibara no Ou
Rey del espino (いばらの王 Ibara no Ou?) es un manga de 6 volúmenes escrito e ilustrado por Yuji Iwahara. Fue publicado por Enterbrain en su revista seinen Monthly Comic Beam entre octubre del 2002 y octubre del 2005 y compilada en seis tankōbon. Esta fue licenciada en América del Norte por Tokyopop, quienes publicaron el volumen final en noviembre de 2008, también fue licenciada en España por Glénat/EDT. La serie trata sobre un grupo de personas que descubren que se encuentran en animación suspendida para escapar de una misteriosa plaga la cual convierte a las personas en piedra. 
Una adaptación al anime producida por Sunrise y dirigida por Kazuyoshi Katayama fue lanzada el 1 de mayo de 2010. La película fue licenciada en España para su salida en DVD y en Blu-ray por la compañía Selecta Visión y también fue emitida por el canal Dark y en Movistar Xtra.
- Datos: Q1471094